# Zdeněk Vašata
Zdeněk Vašata (26. května 1930) je český sportovec, architekt, urbanista a soudní znalec působící celý profesní život v Hradci Králové.
V roce 1948 odmaturoval na Vyšší průmyslové škole stavební v Hradci Králové a poté ve studiu pokračoval na Vysoké škole architektury a pozemního stavitelství (dnes Fakultě architektury ČVUT) v Praze (1948–⁠1952).

## Kariéra architekta
Začínal ve Vojenském projektovém ústavu Hradec Králové (1955–⁠1958) a následně většinu své profesní dráhy působil ve Stavoprojektu Hradec Králové (1959–⁠1991). Od roku 1991 se stal soukromým architektem.
Jeho nejvýznamnějšími realizacemi jsou sídliště Pouchov – Věkoše a okrsek č. 5 sídliště Moravské Předměstí. Jako spoluautor se podílel na celém sídlišti Moravské Předměstí i na sídlišti Slezské Předměstí. Věnoval se také jednotlivým objektům občanské vybavenosti i obytných domů. Vyprojektoval přístavbu basketbalové haly Sokola Hradec Králové a byl i spoluautorem vítězného urbanistického návrhu na výstavbu v místní části Malšova Lhota.
Působí rovněž jako soudní znalec ve stavebnictví a v oboru oceňování nemovitostí. V letech 2005–⁠2014 předsedou Komory znalců Východní Čechy, následně se stal II. místopředsedou.

## Veřejné působení
V roce 1998–2002 byl členem zastupitelstva města Hradec Králové, členem rady města i předsedou Komise pro architekturu a urbanismus a členem zastupitelstva. V roce 2010 se stal členem Výboru zastupitelstva města pro rozvoj města a územní plánování. Působil i jako předseda dozorčí rady spolku rodin duševně nemocných Soutok a spoluzaložil centrum duševního zdraví v Hradci Králové.

## Sportovní kariéra
Jeho sportovní kariéra je spojena s atletikou. V osmi letech cvičil na 10. všesokolském sletu. V roce 1943 začínal s atletikou v Kuratoriu pro výchovu mládeže Velkoněmecké říše. Sportovní život spojil zejména s atletickým oddílem Sokola Hradec Králové, jehož členem se stal v roce 1945. Se Sokolem (a Spartakem) Hradec Králové byl spojen sedmdesát let. Hostoval ve Spartě Praha (1948–1952), v rámci vojny ATK Praha (1952–1954).
Hned v roce 1948 zvítězil na dorosteneckém mistrovství republiky ve skoku o tyči (3,20 m) a o šest let později (1954) se stal armádním mistrem ve skoku o tyči (3,80 m).
Zasloužil se o vznik polytanové dráhy v Hradci Králové.
Později působil jako trenér mládeže (1955–1988, z toho v letech 1955 až 1968 ve Spartaku Hradec Králové), a to nejen v atletice, ale i v házené. Sám zároveň nezanechal sportovních aktivit a dál se představoval na utkáních veteránů v hodu kladivem. Ve své kategorii M80 se stal pětinásobným mistrem republiky, a dokonce držitelem českého rekordu. V roce 2013 se mu podařilo zvítězit v hodu kladivem v mezinárodním čtyřutkání veteránů ve Slovinsku.
Významné výsledky v kategorii M80:
- MČR 2012 – kladivo: 1. místo (31,04 m), koule: 3. místo (9,94 m)
- MČR 2014 – kladivo: 1. místo (33,54 m), koule: 5. místo (8,62 m)

Dne 29. srpna 2020 vytvořil světový rekord v hodu kladivem 3 kg v kategorii M90, a to výkonem 28,48 m.

## Ocenění
Je laureátem výroční ceny města Hradce Králové Primus Inter Pares udělené za rok 2015.
V únoru 2016 byl v rámci královéhradecké soutěže Sportovec roku 2015 uveden do Síně slávy hradeckého sportu.